# Babahoyo
 (décembre 2019).
Si vous disposez d'ouvrages ou d'articles de référence ou si vous connaissez des sites web de qualité traitant du thème abordé ici, merci de compléter l'article en donnant les références utiles à sa vérifiabilité et en les liant à la section « Notes et références ».
Babahoyo est une ville d'Équateur, capitale de la province de Los Ríos. Elle est située à 61 km au nord-est de Guayaquil. Sa population s'élevait à 140 534 habitants en 2007, et 90 191 habitants en 2010.
Centre économique de la province, Babahoyo vit principalement de l'agriculture (riz, canne à sucre et fruits). Sur son territoire se trouve d'ailleurs une grande distillerie gouvernementale. Le tourisme y est peu développé.
Les rivières San Pablo et Caracol se rejoignent au nord de la ville pour former le Río Babahoyo, longé sur plusieurs kilomètres par le malecon (promenade).
La ville abrite aussi la cathédrale de Fátima ainsi que la très grande Universidad Técnica de Babahoyo (UTB).